# چراغ سبز (ترانه بیانسه)
«چراغ سبز» (به انگلیسی: Green Light) تک‌آهنگی از هنرمند اهل ایالات متحده آمریکا بیانسه است که در ۳۰ ژوئیه ۲۰۰۷ منتشر شد.